# Distretto di Yanas
Il distretto di Yanas è uno degli otto distretti della provincia di Dos de Mayo, in Perù. Si trova nella regione di Huánuco e si estende su una superficie di 36.31 chilometri quadrati.